# 凱文·勒羅克斯
凱文·勒羅克斯（法語：Kévin Le Roux；1989年5月11日—）是一位法國排球運動員，他也是法國國家男子排球隊的一員。勒鲁出生在巴黎附近的馬恩河畔尚皮尼。他曾隨國家隊參加2016年里約奧運，獲得第九名。